# Artis Kampars
Artis Kampars (ur. 3 maja 1967 w Tukumsie) – łotewski przedsiębiorca i polityk, poseł na Sejm VIII, IX i X kadencji, w latach 2009–2011 minister gospodarki, od 2011 do 2023 sekretarz generalny Jedności.

## Życiorys
W 1992 ukończył studia na wydziale mechaniki i budowy maszyn Ryskiego Uniwersytetu Technicznego. Założył w swojej rodzinnej miejscowości przedsiębiorstwo Ronis, którego był dyrektorem. W 2002 uzyskał mandat posła na Sejm VIII kadencji z ramienia Nowej Ery (pełnił m.in. obowiązki wiceprzewodniczącego klubu poselskiego tego ugrupowania). Cztery lata później ponownie wybrany do parlamentu. 12 marca 2009 objął obowiązki ministra gospodarki w rządzie Valdisa Dombrovskisa, stanowisko utrzymał w następnym gabinecie tego premiera. W międzyczasie w 2010 po raz trzeci wszedł w skład Sejmu.
Nie kandydował w wyborach w 2011. Skoncentrował się na działalności partyjnej. W listopadzie tegoż roku został wybrany na sekretarza generalnego Jedności. Funkcję sprawował do 2023, obowiązki sekretarza generalnego przejęła następnie Sanita Stelpe-Segliņa.